# Valentin Teodorian
Valentin Teodorian (n. 4 iunie 1928, București, România – d. 18 mai 1995, București, România) a fost un tenor român.

## Familia
Valentin Teodorian s-a născut într-o familie de muzicieni – tatăl, Constantin Teodorian, membru fondator al Societății „Opera” și, timp de un sfert de veac, prim solist al Operei Române, mama, Eugenia Teodorian, distinsa membră a celebrei Societăți corale „Carmen”.

## Studii
A studiat la Colegiul Național Sfântul Sava și la Conservatorul bucureștean.

## Cariera
A fost solist al Operei Române din București, unde a interpretat circa 40 de roluri. De asemenea, a apărut adesea în concerte vocal-simfonice și în recitaluri de lied. A arătat un constant interes față de repertoriul românesc, fiind, de altfel, el însuși compozitor de muzică vocală, poet și scriitor. Printre rolurile cele mai importante se pot cita Arlechino din Paiațe (debut), Almaviva din Bărbierul din Sevilla, Rică Venturiano din O noapte furtunoasă, Alfredo din Traviata, Lenski din Evgheni Oneghin, Des Grieux din Manon, Rinuccio din Gianni Schicchi, Hoffmann din Povestirile lui Hoffmann, Gerald din Lakmé, Inocentul din Boris Godunov, Păstorul din Oedip, de Pelleas din Pelleas și Melisande, Tamino din Flautul fermecat, Belmonte din Răpirea din serai, David din Maeștrii cântăreți din Nürnberg, Ionică din Motanul încălțat, Eisenstein din Liliacul, Povestitorul din Luna de Orf, Albert Hering etc. 
Sunt, majoritatea, roluri cântate pe scena românească, dar și peste hotare – câteva repere fiind Parisul, Viena, Praga, Budapesta, Moscova.
Valentin Teodorian a făcut parte din legendara „distribuție de aur”, alături de Magda Ianculescu, Nicolae Herlea, Nicolae Secăreanu și Constantin Gabor, în Bărbierul din Sevilla.  
A scris monografiile Nicolae Lungu și Verdi Nemuritorul. A participat la numeroase emisiuni radiofonice, ca vorbitor sau ca solist de operă. A realizat importante înregistrări pentru Radiodifuziune, pentru Televiziune și pentru Electrecord.

## Distincții
- titlul de Artist Emerit (28 martie 1962) „pentru realizări valoroase în domeniul artistic”[3]
- Ordinul „Meritul Cultural” clasa a III-a (12 septembrie 1968) „pentru merite deosebite în activitatea muzicală”[4]